# Eublemma abrupta
Eublemma abrupta is een vlinder van de familie van de spinneruilen (Erebidae). De wetenschappelijke naam van deze soort is voor het eerst voorgesteld als Mestleta abrupta door Francis Walker in een publicatie uit 1865.

## Verspreiding
De soort komt voor in Saudi-Arabië, Jemen en India.

## Waardplanten
De rups leeft op:
- Anacardiaceae
  - Mangifera
- Euphorbiaceae
  - Mallotus
  - Ricinus
- Fabaceae
  - Acacia
  - Indigofera
- Moraceae
  - Ficus
- Oleaceae
  - Olea
- Rutaceae
  - Citrus
- Verbenaceae
  - Lantana